# Белинский, Владимир Алексеевич
Владимир Алексеевич Белинский (род. 26 марта 1941 года) — физик-теоретик, автор научных трудов по космологии и общей теории относительности.

## Биография
Родился 26 марта 1941 года.

### Работа
- Работал в Институте теоретической физики Ландау вместе с Евгением Лифшицем, участвовал в редактуре некоторых глав второго тома Курса теоретической физики Ландау и Лифшица.
- В настоящее время работает в должности профессора в Национальный институт ядерной физики (INFN), а также преподает курсы по общей теории относительности в Римском Университете Ла Сапиенца, Италия.

### Научная степень
- В 1969 году защитил кандидатскую диссертацию на тему: «Исследование сингулярностей в общих решениях СТО»[1].
- В 1980 году защитил докторскую диссертацию на тему: «Проблемы релятивистской космологии и метод обратной задачи рассеяния в теории гравитации»[1].

## Научная деятельность
Один из трех авторов, чьим именем названа модель сингулярности: БКЛ сингулярность (сингулярность Белинского — Халатникова — Лифшица).
Совместно с В. Е. Захаровым предложил решение уравнений Эйнштейна, названное их именами — Преобразование Белинского — Захарова, определяющее что черные дыры представляют собой особый пример гравитационных солитонов.

## Награды
- 2012 год — Премия Марселя Гроссмана за открытие общего решения уравнений Эйнштейна с в части космологической сингулярности (БКЛ сингулярность).

## Список литературы
- Belinski, Vladimir A.; Verdaguer, Enric. Gravitational Solitons (англ.). — Cambridge University Press, 2004. — ISBN 0-521-80586-4..
- Список публикаций на сайте